# Edward Anderson (écrivain)
Pour les articles homonymes, voir Anderson et Edward Anderson.
Edward Anderson, né le 19 juin 1905 à Weatherford, au Texas, et mort le 5 septembre 1969 à Brownsville, au Texas, est un écrivain américain, auteur de deux romans noirs.

## Biographie
Enfant d'un imprimeur, il quitte l'école pour apprendre le métier de son père. Il travaille comme correcteur, puis comme journaliste pour un journal d'Ardmore, en Oklahoma. Pendant la Grande Dépression, il exerce différents métiers, comme joueur de trombone, boxeur, marin. Il connaît surtout le chômage et la misère.
Dans les années 1930, il écrit quelques nouvelles dans des pulps et collabore à la revue True Detective (en). S'inspirant de sa vie de hobo, il publie en 1935 son premier roman Il ne pleuvra pas toujours (Hungry Men). Il raconte l'histoire d'un trompettiste voyageant à travers tout le pays pour chercher des engagements. Pour Claude Mesplède, « largement autobiographique, ce roman vivant et coloré, constitue un témoignage de première importance sur la société américaine des années 1930 ». Ce roman remporte le prix du premier roman de Story, revue de la Literary Guild.
En 1937, il fait paraître Tous des voleurs (Thieves Like Us) que Raymond Chandler jugera comme « la meilleure histoire de truands jamais publié ». Ce roman « avec ses dialogues crus, rapides et percutants est un excellent roman noir ». Les droits d'adaptation au cinéma sont vendus pour 500 dollars : le roman est adapté à deux reprises, tout d'abord en 1948, pour un film américain, réalisé par Nicholas Ray, ayant pour titre Les Amants de la nuit, puis en 1974, pour un autre film américain, réalisé par Robert Altman, ayant pour titre Nous sommes tous des voleurs. Les deux films ont le même titre original They Live by Night.
Edward Anderson meurt en 1969, pauvre et oublié.

## Œuvre

### Romans
- Hungry Men (1935) Publié en français sous le titre Il ne pleuvra pas toujours, Paris, Éditions Rieder, 1937, ; réédition, Paris, 10-18, coll. « Domaine étranger » no 2617, 1995  (ISBN 2-264-02231-0)
- Thieves Like Us (1937) Publié en français sous le titre Tous des voleurs, Paris, Christian Bourgois éditeur, coll. « Série B », 1985  (ISBN 2-267-00418-6) ; réédition, Paris, 10-18, coll. « Domaine étranger » no 2618, 1995  (ISBN 2-264-00099-6) ; réédition sous le titre Des voleurs comme nous, Paris, La Manufacture de livres, 2013  (ISBN 978-2-35887-048-1) ; réédition sous ce titre, Paris, Éditions Points, coll. « Roman noir » no P3337, 2014  (ISBN 978-2-7578-3759-7)

### Nouvelles
- The Slaying of Old Man Lyons (1930)
- The Little Spic (1933)
- The Guy in the Blue Overcoat (1934)
- Bare Legs (1935)

## Filmographie

### Adaptations
- 1948 : Les Amants de la nuit (They Live by Night), film américain réalisé par Nicholas Ray, adaptation de Tous des voleurs (Thieves Like Us)
- 1974 : Nous sommes tous des voleurs (They Live by Night), film américain réalisé par Robert Altman, adaptation de Tous des voleurs (Thieves Like Us)

## Sources
: document utilisé comme source pour la rédaction de cet article.
- Claude Mesplède (dir.), Dictionnaire des littératures policières, vol. 1 : A - I, Nantes, Joseph K, coll. « Temps noir », 2007, 1054 p. (ISBN 978-2-910-68644-4, OCLC 315873251)